# Escama labial
Las escamas labiales son las escamas de serpientes y otros reptiles escamosos que bordean la abertura de la boca. Estas no incluyen las escamas medianas en las mandíbulas superior e inferior (escamas rostral y mental). El término labial se origina en Labium (latín para "labio"), que se refiere a cualquier estructura similar a un labio. En serpientes, hay dos tipos diferentes de escamas labiales: supralabiales y sublabiales. Los números de estas escamas presentes, y algunas veces la formas y tamaño, son algunas de las muchas características utilizadas para diferenciar las especies entre sí.
Hay dos tipos diferentes de escamas labiales:
- Supralabiales: son las escamas que forman parte del labio superior. También llamadas labiales superiores.

- Sublabiales: son las escamas que forman parte del labio inferior. También llamadas infralabiales o labiales inferiores.